# Biene Pilavci

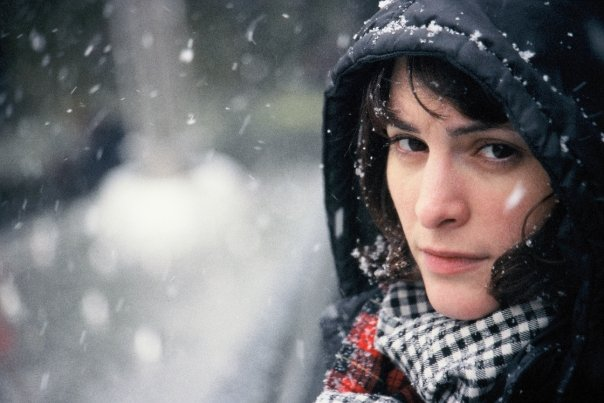
Biene Pilavci (2005)

Biene Pilavci, eigentlich Birnur Pilavci, (* 30. August 1977 in Backnang) ist eine deutsch-türkische Filmemacherin.

## Leben
Vor ihrer Filmlaufbahn schloss Biene Pilavci zwei Ausbildungen als Maler- und Lackiererin und Kauffrau im Einzelhandel im Einrichtungsbereich ab. Während eines einjährigen Spanienaufenthalts gründete sie das sozial-kulturelle Zentrum Escanda in Asturien mit, bevor sie 2005 ein Regiestudium an der Deutschen Film- und Fernsehakademie Berlin (dffb) begann. Im Rahmen des Studiums entstanden mehrere Kurzfilme, darunter auch der viel beachtete Kurzfilm Riss mit Klaas Heufer-Umlauf und Aylin Tezel. 2012 schloss sie ihr Studium mit dem programmfüllenden Dokumentarfilm über die Kraft der Familie Alleine Tanzen ab. Vor dem Hintergrund der Gezi-Park-Proteste in Istanbul im Juni 2013 drehte Pilavci in Co-Regie mit Ayla Gottschlich Chronik einer Revolte – Ein Jahr Istanbul, ihre zweite programmfüllende Regiearbeit über die Sehnsucht nach einer Demokratie. Dieser wurde in zwei verschiedenen Längen auf arte und ZDF – das Kleine Fernsehspiel ausgestrahlt. 2020 hat Biene Pilavci die filmpolitische Initiative Nichtmeintatort sowie das Filmnetzwerk Neue Deutsche Filmemacher*innen mitgegründet. 2021 erhielt Biene Pilavci ein Stipendium des Berliner Senats für Kunst und Europa. Mit ihrer Tochter Pamuk, die u. a. Emily Diemel in der Netflix-Serie Achtsam Morden spielt, lebt Biene Pilavci in Berlin, wo sie neben ihrer Regietätigkeit auch als Filmkuratorin arbeitet. Sie ist u. a. mitverantwortlich für die Filmreihe Fiktionsbescheinigung, das als Zusatzprogramm im Berlinale Forum läuft, sowie für die Filmreihe Grenzen in der Mitte, die im Auftrag des Germanischen Nationalmuseums  in Nürnberg  entstand. Für 2024 erhielt Biene Pilavci ein Stipendium der Kulturakademie Tarabya in Istanbul.

## Filmografie
- 2005 Çok Yaşa! (Lebe lang!), fiktional, (Buch, Regie) 15‘‘
- 2005 Alleine Tanzen, Doku, (Buch, Regie) 15‘‘
- 2006 Knoten im Teppich, fiktional, (Buch, Regie) 16‘‘
- 2008 Die Rote & Zora, fiktional, (Buch, Regie) 14‘‘
- 2009 Die Abweichung, fiktional, (Buch, Regie, Schnitt) 5‘‘
- 2010 Riss, fiktional, (Buch, Regie, Schnitt) 9‘‘
- 2012 Alleine Tanzen, Doku, (Buch, Regie, Schnitt) 98‘‘
- 2013 Chronik einer Revolte – Ein Jahr Istanbul, Doku (Buch, Regie, Schnitt, Produktion) 83‘‘, 57"

2022 "Fiktionsbescheinigung – eine Einführung", Interviewfilm (Produktion, Regie, Schnitt) 40"

## Festivals
Der Film Alleine Tanzen nahm an folgenden Festivals teil:
- 2012 55. DOK Leipzig (Weltpremiere), Sektion Deutscher Wettbewerb
- 2013 34. Filmfestival Max Ophüls Preis Saarbrücken
- 2013 10. Dokumentarfilmwoche Hamburg
- 2013 09. Achtung Berlin – new berlin film award, Bester Dokumentarfilm – gewonnen
- 2013 13. Docaviv, Tel Aviv/Israel (internationale Premiere)
- 2013 20. DOK.fest München, Sektion Deutscher Dokumentarfilm  – Lobende Erwähnung
- 2013 06. Documentarist, Istanbul, Türkei (Türkeipremiere)
- 2013 50. Filmfestival in Antalya, Türkei, Bester Dokumentarfilm – gewonnen
- 2013 02. Duhok Filmfestival/Irak
- 2013 20. Astra Filmfestival Sibiu/Rumänien, Bester internationaler Dokumentarfilm  – gewonnen
- 2013 10. FILMZ – Festival des deutschen Kinos, Mainz
- 2013 04. Hangi Insan Haklari, Izmir/Türkei
- 2013 05. Hangi Insan Haklari, Istanbul/Türkei
- 2014 13. !F Istanbul Independent Film Festival, Istanbul, Türkei
- 2014 Horea Bernea Studio, Bukarest, Rumänien
- 2014 16. Eskisehir Filmfestival, Türkei
- 2014 25. I'nat. Filmfestival Ankara, Türkei
- 2014 06. Ankara TRT Documentary Festival
- 2014 17. Ucan Süpürge Women Festival Ankara
- 2014 07. Izmir Ege Üniversitesi Documentary Festival
- 2015 12. Cronograf Chișinău/Moldawien, Bester internationaler Dokumentarfilm – gewonnen

Der Kurzfilm Riss nahm an folgenden Festivals teil:
- 2010 Max – Ophüls – Preis, Saarbrücken (Weltpremiere)
- 2010 Filmfest Dresden
- 2010 Cinema Jove International Film Festival, Valencia
- 2010 Open Air Film Festival Weiterstadt
- 2010 Shortmoves – 10th International Film Festival, Halle
- 2010 Reykjavík International Film Festival
- 2021 Berlinale Forum Fiktionsbescheinigung

## Auszeichnungen
- 2010 Saatchi & Saatchi, New Directors Showcase für Riss
- 2010 Prädikat Besonders Wertvoll für Riss
- 2013 50. Filmfestival in Antalya, Türkei, Bester Dokumentarfilm für Alleine Tanzen – gewonnen
- 2013 09. Achtung Berlin – new berlin film award, Bester Dokumentarfilm für Alleine Tanzen – gewonnen
- 2013 20. Astra Filmfestival Sibiu, Rumänien, Bester internationaler Dokumentarfilm für Alleine Tanzen – gewonnen
- 2013 20. DOK.fest München, Sektion Deutscher Dokumentarfilm für Alleine Tanzen – Lobende Erwähnung
- 2015 12. Cronograf Chișinău, Moldawien, Bester internationaler Dokumentarfilm für Alleine Tanzen – gewonnen

## Filmreihen
mit Alleine Tanzen:
- 2012 HFF Babelsberg Montageforum
- 2012 Wilhelm das war nix, Wilhelmspalais Stuttgart
- 2013 100. Bremen Heimspiel
- 2013 Freiluftkino Friedrichshain Berlin
- 2013 Tüpisch Türkisch, Köln
- 2013 Peter kommt auch, Berlin
- 2014 ODAG Psychologen Tagung zum Thema „Träume von traumatisierten Kinder“ Izmir, Türkei
- 2020 Homo Sapiens – Reihe der Professorin Tatjana Turanskyj an der HfG in Offenbach am Main
- 2021 Fiktionsbescheinigung: Lecture zu Film als Selbstbestimmung am Beispiel von Alleine Tanzen
- 2022 Anlässlich des internationalen Weltkindertags in Kulturzentrum ZORA e.V. von Halberstadt